# Offensive de Kaunas
Pour un article plus général, voir Opération Bagration.
Seconde Guerre mondiale
L’offensive de Kaunas  fait partie de la 3e phase de l'opération Bagration, offensive stratégique de l'Armée soviétique durant l'été 1944. Elle couvrait les opérations d'Ivan Tcherniakhovski, 3e Front biélorusse du 28 juillet au 28 août 1944 contre la ville de lituanienne de Kaunas, conséquence de l'achèvement de l'offensive contre Vilnius.

## Objectifs
L'offensive fut exécutée par le 3e front biélorusse dans le but de détruire les concentrations allemandes de la rive ouest du Niémen, de libérer Kaunas et d'atteindre les frontières de la province de Prusse-Orientale.

## Plan d'opérations

### Planification Soviétiques
Après l'achèvement de l'offensive de Vilnius, les troupes du 3e Front de Biélorussie (la 11e Gardes, 5e, 31e, 39e armées, la 5e armée blindée de la Garde et la 1re armée aérienne) furent engagées dans un intense combat contre les forces allemandes aux approches de la rivière Niémen, pendant le 2e moitié de juillet. Elles se préparaient à la poursuite de l'offensive. Ils furent confrontés aux formations et unités de la 3e Panzer Armee et de la 4e armée allemande du groupe d'armées Centre allemands, sous le commandement du Feld-maréchal Walter Model. Vers la fin de juillet, les unités allemandes concentrées en direction de Kaunas, selon les estimations soviétiques, incluaient des éléments de 10 divisions d'infanterie et de 2 divisions blindées et 30 régiments et bataillons séparés.